# Briše, Zagorje ob Savi
Briše so naselje v Občini Zagorje ob Savi.